# Дюрбе Мехмед-бея
Дюрбе Мехмед-бея (Малий восьмигранник) — усипальниця у Бахчисараї, входить до переліку пам'яток архітектури національного значення під назвою «Гробниця „Дюрбе малий восьмигранник“».
Розташоване у Бахчисараї серед приватної забудови, у провулку Первомайському, неподалік від Великого восьмигранника Дюрбе Мехмеда II Ґерая та мінбара. Раніше на місці приватної забудови, де розташоване дюрбе Мехмед-бея, було передмістя Бахчисараю Ескі-Юрт і великий татарський цвинтар — махалля Азиз з багаточисельними мавзолеями.
Дюрбе Мехмед-бея збудоване у XV—XVI ст., для померлого у 1577 році Мехмед-бея, відомості про якого відсутні. Ймовірно, дюрбе є місцем захоронення Мехмед-бея та його сина, що жили у Криму в XVI ст..

## Архітектурні особливості
Дюрбе Мехмед-бея є взірцем кримської культової архітектури, створеної у «сельджуцькому» стилі.
Є порівняно невеликою восьмигранною спорудою з дверима та трьома квадратними вікнами. Дах пірамідальний (шатровий). Зовні дюрбе Малий восьмигранник має вигляд невеликої за розміром, скромної споруди з банею та нагадує юрту.
Правильний восьмигранник основи дюрбе вписаний у коло діаметром 8,7 м, зовнішня грань має довжину 3,3 м. Висота споруди 3 м, висота до вінчаючого карнізу — 5,2 м. Товщина стін — 0,8 м. Вхід у дюрбе виконаний з південного сходу.
Під час будівництва дюрбе було використано великі суцільні плити зі штучного каменю-ракушняку. Зовнішня обробка каменю груба, зі слідами металевих зубців інструменту.
Грані будови поставлені на цоколь, ребра її прикрашені 3/4-ми колонками, стіни увінчані карнизом, баня зовні являє собою восьмигранну піраміду з напівзруйнованими гранями. Усередині споруди — сферична баня на півциркульних арках, неглибоко врізаних у площини граней. Портал та орнаментація відсутні. На момент обстеження споруди дослідниками Борисом Засипкіним та Усеїном Боданинським у 1927 році вікна дюрбе вже були закладені каменем.
Підземною частиною споруди є склеп, у якому розміщені захоронення.
Лапідарність дюрбе — простота плану, скромність оздоблення, скупість деталей — наводять дослідників на думку, що малий восьмигранник був типовою спорудою для середньовічного та пізнішого часу, як і кубоподібне дюрбе.

## Охорона пам'ятки
У 2013 р. повідомлялось, що дюрбе Малий восьмигранник може увійти до списку Світової культурної спадщини ЮНЕСКО у складі пам'яток Бахчисарайського історико-культурного заповідника.
З 2020 року дюрбе Мехмед-бея входить до переліку пам'яток архітектури національного значення під назвою «Гробниця „Дюрбе малий восьмигранник“» (с. Підгороднє), охоронний номер у Державному реєстрі нерухомих пам'яток України — 010099.
У 2022 році окупаційна влада Російської Федерації утвердила Гробницю «Дюрбе малий восьмигранник» як об'єкт культурної спадщини федерального значення.